# Douglas Kempsell
Douglas „Dougie“ Kempsell (* 13. April 1993 in Edinburgh) ist ein ehemaliger schottischer Squashspieler. 

## Karriere
Douglas Kempsell begann seine Karriere im Jahr 2014 und gewann fünf Titel auf der PSA World Tour. Seine beste Platzierung in der Weltrangliste erreichte er mit Rang 92 im Mai 2017. Mit der schottischen Nationalmannschaft nahm er 2013 und 2017 an der Weltmeisterschaft sowie mehrfach an Europameisterschaften teil.

## Erfolge
- Gewonnene PSA-Titel: 5